# Ruthebach
Der Ruthebach ist ein 10,3 km langer, linker Nebenfluss des Loddenbachs in Nordrhein-Westfalen, Deutschland.

## Geographie
Der Ruthebach entsteht durch eine künstliche Bifurkation des Laibachs am westlichen Stadtrand von Halle (Westf.) auf einer Höhe von etwa 116 m ü. NHN. Von hier aus fließt der Bach überwiegend in südwestliche Richtungen und passiert dabei Hörste am südöstlichen Ortsrand. Südöstlich von Kölkebeck mündet der Ruthebach auf 72 m ü. NHN in den Loddenbach. Der Bach hat ein 11,6 km² großes Einzugsgebiet, das er über Loddenbach, Ems zu Nordsee entwässert. Bei einem Höhenunterschied von 44 m ergibt sich ein mittleres Sohlgefälle von 4,3 ‰.

## Sonstiges
Der Ruthebach ist nicht zu verwechseln mit dem Ruthenbach, der nordöstlich des Ortsteils Clarholz von Herzebrock-Clarholz linksseitig in die Ems mündet.